# منهیان امیر
مُنهیان امیر سازمان جاسوسی و ضدجاسوسی دوران قاجاریه بود که توسط امیرکبیر به وجود آمده بود. امیر برای آگاهی از جزئیات رویدادهای کشور و باخبر شدن از رفتار فرمانداران و استانداران و شناخت مأموران ستمگر و درستکار خود، یک تشکیلات جاسوسی و ضدجاسوسی به وجود آورد.
امیرکبیر تعدادی کارمند پنهانی به نام خفیه‌نویس تربیت کرده بود که پیوسته در میان پایتخت و شهرها در حرکت بوده یا در برخی جاها مقیم بودند و همه روابط مأموران کشوری با مردم را صادقانه برای او می‌نوشتند. فرستادن این گزارش‌ها و سپس بازخواست امیر از گناهکاران آن‌چنان منظم و دقیق بود که بیش‌تر مردم معتقد به غیب‌گویی و کرامات از سوی امیر شده بودند. منهیان امیر چنان وحشتی در دل مأموران خاطی دولت پدید آورده بودند که هر پنج نفری که گرد یک‌دیگر می‌آمدند، تصور می‌کردند یکی دو نفرشان عضو تشکیلات منهیان امیر هستند.
بخش مهمی از این تشکیلات، مربوط به عملیات ضدجاسوسی بود. انگیزه امیرکبیر از بنیادگذاری چنین سازمانی، درهم‌ریختگی و از هم پاشیدگی دستگاه‌های اداره‌کننده کشور بود از زمان حاجی میرزا آقاسی بود. نفوذ سیاست‌های بیگانگان در شاه و برخی از وزیران تا جایی بود که میان کارگزاران و جاسوسان انگلیس و روس در این زمینه کشاکش‌های فراوان رخ می‌داد و میدان این کشاکش‌ها، پهنه دربار و دستگاه صدراعظم‌ها بود.
تشکیل سازمان ضدجاسوسی به منظور کنترل سفارت‌خانه‌ها، سفیران و دیپلمات‌های خارجی یکی از ابتکارات امیرکبیر در دوران صدارتش بود.

## پیشینه سازمان‌های اطلاعاتی در ایران
در آستانه شکل‌گیری و استقرار سلسله قاجاریان، کشور اوضاع امنیتی به‌سامانی نداشت. آقامحمدخان مؤسس سلسله قاجاریه، با انتصاب قاسم‌خان دولّو به عنوان کوتوال تهران، اولین گام را در راه تشکیل نظمیه در تاریخ معاصر ایران برداشت و میرزا شفیع مازندرانی را برای مدیریت امور غیرنظامی شهر گماشت. پس از آن، دستگاه اداری، دیوانی، اطلاعاتی و امنیتیِ میراث رسیده از دوران‌های گذشته، به تدریج در نظام جدید پذیرفته شد. از جمله، منصب کلانتر بار دیگر مورد توجه حکمرانان قاجار قرار گرفت و دامنه آن توسعه یافت. میرزا ابراهیم‌خان کلانتر که وزیر اعظم سه پادشاه (لطفعلی‌خان، آقامحمدخان و فتحعلی‌شاه) بود، نشان از اهمیت و اعتبار سمت و منصب کلانتری در آن روزگار است و نشان می‌دهد که کلانتران اساساً از میان رجال درجه اول کشور و منطقه منصوب می‌شدند. دستگاه اداری و به تبع آن، نظام اطلاعاتی و امنیتی قاجارها طی دوران حکومت فتحعلی‌شاه و محمدشاه، بر همان پایه‌های سنتی ادامه یافت و نسبت به دوران گذشته تغییر محسوسی در آن مشاهده نشد. با آغاز پادشاهی ناصرالدین شاه، روند تدریجی تحول در دستگاه اداری و نیز اطلاعاتی و امنیتی قاجارها سرعت گرفت؛ به ویژه با انتصاب میرزا محمدتقی خان امیرکبیر به عنوان صدراعظم، به نظام اطلاعاتی و امنیتی کشور توجه جدی‌تری شد.
در دوران قاجار به‌خصوص بعد از شکست در جنگ‌های ایران و روسیه، دخالت و نفوذ سفارت‌خانه‌های خارجی در ایران به اوج خود رسید. نفوذ سیاسی و مداخلات نابجای نمایندگان سیاسی و شبکه جاسوسی دو دولت انگلستان و روسیه در امور داخلی ایران به گونه ای بود که گاهی شاه و صدراعظم و وزرایش در انجام کوچکترین و جزئی‌ترین امور، مجبور به مشاوره و هماهنگی با نمایندگان سیاسی این دو دولت می‌شدند. در این دوران سفارت‌خانه‌های خارجی توانسته بودند در دربار قاجاریه نفوذ کنند و موفق به جذب منابع اطلاعاتی در میان شاهزادگان، رجال و درباریان شده بودند. گرفتن حقوق و دریافت رشوه از سفارت‌خانه‌های روسیه، انگلیس و عثمانی رویه جاری آنان گشته بود. ظلم و ستم حکام، نظامیان و والیان شهرها امری عادی بود و کمتر نظارتی بر آنها بود.

## بنیان‌گذاری منهیان امیر
منهیان امیر، بعد از بازگشت میرزا تقی خان فرهانی که سمت صدر اعظمی آذربایجان را داشت  از کنفرانس ارزنه الروم عثمانی به دور از چشم حاجی میرزااقاسی صدراعظم وقت محمد شاه قاجار تشکیل شد.از جمله فعالیت انها دستگیری ایلچی روس به نام اقا محمداذربایجانی که واسطه یک فرد روس به نام کنیاز دلگورکی که با پوشش یک  طلاب علوم اسلامی به نام شیخ عیسی لنکرانی در عراق فعالیت جاسوسی و نفوذ در گروه های شیخیه را داشت  میباشد. کنیاز دالگورکی بعدها وزیر مختار روس در ایران شد.منهیان امیر نوشته کیوان امینی 
هنگامی که امیرکبیر در صدر امور دولتی قرار گرفت، قصد اصلاح امور را گرفت. وی با تدبیر خاص خود، سازمان جاسوسی و ضدجاسوسی 
رسما تشکیل داد که مأموران آن «منهیان امیر» یعنی خبر دهندگان  نامیده می شدند و از میان افراد امین و راستگو انتخاب می گردیدند. وی برای اطلاع و نظارت بر کارهای درباریان، وزیران، نظامیان، صاحبان مناصب دولتی، گردنکشان و افراد با نفوذ داخلی شبکه‌ای از خفیه‌نویسان را در اختیار داشت که بین پایتخت و ولایات در رفت‌وآمد بودند یا در شهرها اقامت داشتند. البته پیش از امیرکبیر دستگاه اطلاعاتی و نظارتی بر ولایات و رجال به صورت ناکارآمد وجود داشت اما تشکیل سازمان ضدجاسوسی به منظور کنترل سفارت‌خانه‌ها، سفیران و دیپلمات‌های خارجی از ابتکارات امیرکبیر بود.

## اقدامات سازمان منهیان امیر
امیرکبیر علاوه بر اینکه قوای امنیتی، اطلاعاتی و انتظامی سابق را تقویت کرد، نظم جدیدی نیز به آن داد و در انتظام امور جاسوسی و اطلاعاتی نیز تلاش قابل توجهی کرد. سازمان اطلاعاتی امیرکبیر به قدری کارآمد، منظم و سریع بود که بیشتر مردم اعتقاد به غیب‌گویی و کرامات امیرکبیر داشتند و می‌گفتند که امیرکبیر با عالَم غیب در ارتباط است و از آنجا کسب خبر و اطلاعات می‌کند و حتی قائل به ارتباط امیرکبیر با اجنه بودند.

### تعقیب فرقه بابیه
منهیان امیر حتی در بین اقلیت‌های مذهبی و فرقه‌های گمراه نیز نفوذ کرده بودند و اقدامات آنها را مورد رصد و شناسایی قرار می‌دادند. در سال ۱۲۶۷ هجری قمری یکی از رهبران فرقه بابیه به نام ملا شیخعلی تصمیم به قتل و ترور میرزا ابوالقاسم امام جمعه و یورش به کاخ سلطنتی گرفت که بلافاصله نقشه و جزئیات آن توسط منهیان امیر به اطلاع امیرکبیر رسید و وی موفق شد قبل از وقوع ترور، همه شبکه ملا شیخعلی را کشف و آنها را دستگیر نموده و توطئه آنان را خنثی سازد. یک سال پیش از آن، سید علی‌محمد باب بنیانگذار فرقه بابیه به دستور امیرکبیر در تبریز اعدام شده بود.

### رصد اطلاعاتی سفارت‌خانه‌های خارجی
دستگاه اطلاعاتی و جاسوسی امیرکبیر علاوه بر این که بر عملکرد مجموعه دستگاه‌های حکومتی و دوایر داخلی نظارت داشت، در امور مربوط به کنترل خارجیان در ایران و نیز ارتباطات رجال و دولتمردان ایرانی با محافل و سفارت‌خانه‌های خارجی و غیره فعال بود.
امیرکبیر مخالف دخالت سفارت‌خانه‌های خارجی در امور داخلی ایران بود. وی معتقد بود تا نفوذ سفارت‌خانه‌های خارجی در امور ایران از بین نرود، اوضاع ایران به سامان نمی‌رسد. از این رو به فکر نفوذ در سفارت‌خانه‌های خارجی افتاد و شبکه منهیان خود را در درون سفارت‌خانه‌های خارجی نفوذ داد و فعال نمود یا افرادی از این سفارت‌خانه‌ها جذب کرد. این موضوع، سفرای خارجی را نگران و هراسان کرد و آنان را به فکر انداخت تا عوامل امیرکبیر را بیابند.
تعیین مأموران دوجانبه و ضدجاسوسی در سفارت‌خانه‌های روس و انگلیس از مهمترین اقدامات امیرکبیر در این خصوص بود. گفته می‌شد بسیاری از منشیان، دبیران و کارکنان ایرانی سفارت‌خانه‌های خارجی در تهران، اخبار و اطلاعات محرمانه درون سفارت‌خانه‌ها را به امیرکبیر گزارش می‌کردند. با پیگیری دستگاه اطلاعاتی و امنیتی ویژه امیرکبیر، در بخشهای مختلف دستگاه‌های حکومتی، اخذ رشوه به حداقل رسید و مأموران و کارگزاران حکومت به دلیل رُعبی که از جاسوسان و خبرچینان امیرکبیر داشتند در اخذ رشوه سخت مردد شدند.

#### رصد سفارت انگلیس
سرهنگ جاستین شیل سفیر انگلیس در تهران در نامه‌ای که در ۱۱ اوت ۱۸۴۹ به نایب‌السطنه انگلیسی هندوستان می‌نویسد: 
مبلغی در حدود سیصد لیره برای شناختن جاسوسان امیر چه در تهران و چه در ولایات مورد نیاز هیئت نمایندگی است. تصور می شود صرف چنین مبلغی بجا و ضروری باشد.
علی‌رغم اختصاص این مبلغ از سوی نائب السلطنه هندوستان و حتی وزارت خارجه انگلیس، کلنل شیل موفق به کشف شبکه منهیان امیر نگردید و این خود گواه خبرگی و توان بالای آنان در امور اطلاعاتی بود.
یکی از مواردی که مأموران ضد جاسوسی امیرکبیر موفق به کشف آن شدند، ارتباط مخفی و سری کلنل شیل و الله‌یار خان آصف‌الدوله بود. امیر با مأمورانی که در سفارت انگلیس و حتی محل اقامت کلنل شیل داشت، به ارتباط این دو پی برد و آگاهی پیدا کرد که حسینقلی، منشی سفارت، رابط بین این دو است. بنابراین امیرکبیر توانست توطئه‌ای را که قرار بود آن‌ها عملی کنند به سرعت کشف و خنثی کند.

در نامه‌ای که کلنل شیل در اول نوامبر ۱۸۵۱ به ویسکانت پالمرستون وزیر خارجه انگلستان می‌نویسد، به شبکه ضدجاسوسی امیرکبیر اذعان دارد: 
... اعتقادم بر این است که شکایت صدراعظم ایران به کلی بی‌اساس است و او ذهنی پرسوءظن و متلوّن دارد؛ بر اثر گزارش جاسوسانی که تعداد آنها مسلماً بیش از یک نفر و در خانه خود من نیز هستند، گمراه شده است. شکی برایم باقی نمانده است که اطلاعات او بیشتر از آنچه در اختیار ما قرار دارد، می‌باشد. او در فرصتی دیگر هم شکایت بی‌اساسی علیه عضو انگلیسی این میسیون مطرح کرده است.

#### رصد سفارت روسیه
دستگاه اطلاعاتی امیرکبیر توانسته بود در سفارت روسیه نیز نفوذ کند که موجب هراس و سرگردانی سفیر و اعضای سفارت روسیه شده بود. در کتاب «نَوادِرُ الامیر» آمده است: 
یکی از اهالی سفارت روس می‌گفتند که ایرانیان بی‌جهت قائل به وجود جن نیستند و می‌باید امیرنظام تسخیر جن کرده باشد و سبب این بود که سفیر روس زمانی که می‌خواست سخنی بر نفع دولت متبوعه خود از ایرانیان با اجزاء خویش مذاکره نماید، چون پاسی از شب می‌گذشت، با معدودی از محارم که یکی از آنها همین نایب غلامان بود، چراغ‌ها به دست گرفته و اتاق‌های سفارت‌خانه و خلف ستور و شیروانی‌ها و زوایای عمارت حتی بیت‌التخلیه را کاملاً تفتیش می‌نمود. پس از اطمینان، سخنی راجع به ایران می‌گفتند و مع‌هذا فردای آن شب مکتوبی از امیر نظام به سفیر می‌رسید که از مطاوی آن، اطلاع امیر نظام را بر مذاکرات شب می‌فهمید.

امیرکبیر توانسته بود منابعی را در سفارت‌خانه‌ها روسیه جذب نماید. همچنین در کتاب نوادرالامیر آمده است: 
امیرنظام ملتفت او شده فرمود: کیستی؟ عرض کرد نایب غلامان سفارت روس‌م که امر به حبسم فرمودید. امیر نگاهی متعجبانه به وی کرد و فرمود: بیرون بیا و چون بیامد به او گفت: از لباس و لسان تو چنین می‌فهمم که مسلمانی. گفت: بلی مسلمانم. فرمود: به این کبر سن و مسلمانی باید به فکر تهیه آخرت خود باشی؛ چرا سنگ کفار را بر سینه می‌زنی؟ گفت: سال‌هاست که نوکر سفارتم و پرورده نعمت و محل امانت؛ چاره‌ای جز این نداشتم. لیکن اکنون هر قسم امر بفرمایید چنان می‌کنم. فرمود: از امروز می‌باید نوکر من باشی و اوامر مرا اطاعت نمایی. عرض کرد: منت دارم و از خدمت سفارت استعفا می‌دهم. گفت: نخواستم از خدمت آن‌ها کناره کنی؛ بلکه باید همان جا باشی و به من خدمت نمایی. پس از آن فرمود: ماهیانه تو را در آنجا چه مبلغ است؟ گفت: چهار تومان. فرمود: فلان صراف را می‌شناسی؟ عرض کرد: بلی، از منصوبین چاکر است. گفت: به او توصیه می‌کنم که ماهی پنج تومان محرمانه به تو بدهد. باز پرسید که خانه تو در کجاست؟ محل خانه خویش را که نشان امیر داد، امیر فرمود: در همسایگی تو فلان سید تفرشی خانه ندارد؟ معروض داشت که خانه دارد. فرمود: خدمتی که باید انجام دهی فقط همین است که هر وقت مطلبی در سفارت که راجع به ایران و ایرانیان است بشنوی، شبانه و محرمانه که احدی از اهل خانه تو پی نبرد، به سید می‌گویی و اگر مطلب به ثالثی اظهار و افشا شود، یقین می‌دان که حکم به قتل تو خواهم داد و اکنون مرخصی که به سفارت‌خانه عودت کنی.
موردی دیگر از اقدامات امیرکبیر درباره ارتباط‌گیری سفارت روسیه با متنفذین ایرانی به ثبت رسیده است و آن از این قرار است که یکی از خفیه‌نویسان امیر که در سفارت روسیه خدمت می‌کرد به امیرکبیر اطلاع داد که میرزا ابوالقاسم امام جمعه یک انفیه‌دان جواهر نشان به اضافه هدایای دیگری از سفیر روسیه دریافت داشته است. امیر بلافاصله به سازمان ضدجاسوسی خویش دستور داد تا جزئیات امر را از بعضی مأمورین خودی که در جامعه روحانیت وجود داشت سؤال کند. وقتی گزارش تکمیل شد و به نظر وی رسید، امیرکبیر بلافاصله آن‌ها را به استحضار شاه رسانید و اجازه خواست تا از امام جمعه بازخواست بنماید. روز بعد فرستاده امیر به خانه امام جمعه رفت و او را مورد بازخواست قرار داده و از این که قبول انفیه‌دان و هدایا را به اطلاع دولت و شاه نرسانیده است وی را سرزنش و تقبیح کرد و تهدید به مجازات نمود.
این نخستین باری بود که امام‌جمعه تهران از طرف صدراعظم تهدید می‌شد و رفتارش زیر کنترل قرار می‌گرفت. فردای آن روز، وی ناگزیر انفیه‌دان و دیگر هدایا را به دستگاه صدراعظم تحویل داد.

## انحلال سازمان
با برکناری و قتل امیرکبیر، سازمان جاسوسی و ضدجاسوسی او نیز به کلی از بین رفت و از شبکه منهیان امیر اثری باقی نماند. سفارت‌خانه‌های خارجی نیز که از دست مأموران جاسوسی و ضدجاسوسی امیرکبیر که در برخی موارد به خصوصی‌ترین و محرمانه‌ترین اسرار آنان دست پیدا کرده بودند، رهایی یافتند.بدین ترتیب این سازمان برای مدتی منحل شد و چندین بعد در اواخر دوره ناصرالدین شاه دایره خفیه نگاری جایگزین این سازمان شد.